# Minata Fofana
Pour les articles homonymes, voir Fofana.
Minata Fofana, née le 22 mars 1986 à Dabou, est une joueuse ivoirienne de basket-ball évoluant au poste de pivot.

## Carrière
Elle participe à six éditions du Championnat d'Afrique avec l'équipe du Cameroun, terminant huitième en 2007, quatrième en 2009, huitième en 2011, septième en 2013, cinquième en 2017 et huitième en 2019.
Elle évolue en club à l'AMI Basket-ball.